# Maxim Piskunov
Maxim Alexandróvich Piskunov (en ruso: Максим Александрович Пискунов; Apsheronsk, 10 de octubre de 1997) es un deportista ruso que compite en ciclismo en las modalidades de pista y ruta. Ganó una medalla de plata en el Campeonato Europeo de Ciclismo en Pista de 2017, en la carrera por eliminación.

## Medallero internacional
| Campeonato Europeo | Campeonato Europeo | Campeonato Europeo | Campeonato Europeo |
| Año                | Lugar              | Medalla            | Competición        |
| ------------------ | ------------------ | ------------------ | ------------------ |
| 2017               | Berlín (Alemania)  | Medalla de plata   | Eliminación        |

## Palmarés
2018
- 1 etapa del Tour de Cartier
- 1 etapa de la Vuelta a Costa Rica

2019
- 1 etapa de la Vuelta a Marruecos
- 1 etapa del Tour de Mersin
- 1 etapa de los Cinco Anillos de Moscú

2020
- GP Antalya
- 1 etapa del Tour de Mevlana